# Hieracium lineolatum
Hieracium lineolatum es una especie de planta con flor del género Hieracium, de la familia Asteraceae, orden Asterales.

## Distribución
Hieracium lineolatum se distribuye por Suecia.

## Taxonomía
Fue descrita científicamente por Dahlst. ex Johanss.